# Alexandre Ajas Maniac
Alexandre Ajas Maniac ist ein US-amerikanisch-französischer Psychothriller aus dem Jahr 2012. Er ist eine Neuverfilmung des Films Maniac aus dem Jahr 1980.

## Handlung
Frank Zito aus Los Angeles hat seit einer kaputten Kindheit ein gestörtes Verhältnis zu Frauen. In unregelmäßigen Abständen zieht der schüchtern wirkende Restaurator von Schaufensterpuppen deshalb aus, um eine Zufallsbekanntschaft abzuschleppen, umzubringen und zu skalpieren. Die Trophäen drapiert er dann in seiner Wohnwerkstatt auf Schaufensterpuppen und kommuniziert mit ihnen. Als er sich in eine hübsche Fotografin namens Anna ernsthaft zu verlieben droht, gerät sein Doppelleben aus den Fugen. Frank tötet Rita, eine Freundin von Anna. Bevor er sie skalpiert, spricht er mit ihr so, als ob sie seine Mutter sei. Nachdem Anna später herausfindet, dass Frank ihre Freundin getötet hat, geraten die beiden in einen Kampf. Martin, ihr Nachbar, erscheint in ihrem Apartment, um Anna zu retten. Er wird jedoch bei einem Kampf von Frank mit einem Fleischmesser getötet. Anna wird von Frank entführt. Es kommt erneut zu einem Kampf zwischen den beiden, wobei Frank mehrmals schwer verwundet wird. Anna wird verwundet und anschließend von Frank getötet und skalpiert. Bevor Frank in seiner Wohnung an seinen schweren Verletzungen stirbt, halluziniert er. In seinen Phantasien verwandeln sich seine Schaufensterpuppen in seine Opfer, welche ihn zerfetzen. Anna trägt dabei ein Brautkleid. Später taucht ein SWAT-Team auf, welches Frank tot vorfindet.

## Interessantes
Als Lucie mit Frank tanzt, wird ihr „Lieblingslied“ Goodbye Horses von Q Lazzarus gespielt. Die Nutzung dieses Liedes spielt auf den Thriller Das Schweigen der Lämmer an, in welchem der Antagonist Buffallo Bill in mehreren Szenen jenes Lied hört.
Die Szene, in der Frank erst das Opfer durch die U-Bahn-Station jagt und schließlich auf dem Parkplatz skalpiert, ist eine Hommage an das Original. Denn die Spiegelung in der Autotür von Frank mit dem Messer und dem Skalp in der Hand sieht so aus wie das Cover des Originalfilmes.
Kurz bevor Anna Frank erzählt, dass sie einen Freund hat, schauen sie gemeinsam in einem Kino den expressionistischen Stummfilm Das Cabinet des Dr. Caligari, den Anna Frank gegenüber als „den ersten echten Horrorfilm“ bezeichnet.

## Hintergrund
Der Film kam am 27. Dezember 2012 in die deutschen Kinos. Wie viele Neuverfilmungen beschlagnahmter Horrorfilme kam auch diese unbeschadet durch die FSK-Prüfung und erhielt „Keine Jugendfreigabe“. Im Rahmen der strengeren Bildträger-Prüfung (DVDs und Blu-ray) bekam der Film dann kein FSK-Siegel und konnte nur gekürzt in Deutschland veröffentlicht werden. Daraufhin wandte sich der Rechteinhaber an die Juristenkommission der SPIO (kurz SPIO/JK) zur Prüfung. Dort befand man das Siegel „keine schwere Jugendgefährdung“ für ausreichend, woraufhin der Film ungeschnitten auf DVD und Blu-ray veröffentlicht werden durfte. Im Juli 2014 gab die Bundesprüfstelle für jugendgefährdende Medien (BPjM) schließlich bekannt, dass der Film auf Liste B indiziert wurde. Ob der Film tatsächlich gegen §131 StGB (Gewaltdarstellung) verstößt, musste noch die Staatsanwaltschaft, bzw. ein Gericht klären. Seit März 2015 war der Film mittlerweile in Deutschland beschlagnahmt. Der Verleih Ascot Elite bot Händlern die ungekürzten Versionen des Films bereits seit Ende Juli 2014 nicht mehr an. Im Februar 2020 wurde die Beschlagnahmung aufgehoben.

## Kritiken
„Der Film hält sich weitgehend an die Handlung des Originals, inszeniert sie jedoch anders: Er nimmt weitgehend den Blickwinkel des Täters ein, was überdeutliche Gewaltszenen nach sich zieht, dem beabsichtigten Psychogramm eines Wahnsinnigen aber im Wege steht. Ein über die Maßen brutaler, lediglich dem Gore-Effekt verpflichteter Abklatsch.“

„[…] Das Ende ist dann noch der ganz besondere Paukenschlag und von einer so intensiven Symbolik signiert, dass dem Zuschauer ein kalter Schauer über den Rücken läuft, denn es bleibt ein Trugschluss: Humanität wird zur statischen Fassade, alles Illusionäre greift ein und lässt die beiden Ebenen miteinander verschmelzen. Es gibt nur Einsamkeit, Tod und den stummen Schrei nach Liebe.“